# Eupithecia addictata
Eupithecia addictata is een vlinder uit de familie spanners (Geometridae). De wetenschappelijke naam is voor het eerst geldig gepubliceerd in 1908 door Dietze.
De soort komt voor in Europa.